# Luc Arbogast
Luc Arbogast (ur. 2 listopada 1975 w La Rochelle) – francuski kontratenor, specjalizujący się w wykonaniach muzyki średniowiecznej, uczestnik programu The Voice, la plus belle voix.

## Życiorys
Syn oficera armii francuskiej i pielęgniarki, pochodzenia niemieckiego. Dzieciństwo spędził w Égaux de Landrais k. La Rochelle. W 1985 wraz z rodziną przeniósł się do Alzacji. Uczył się w szkole w Metzeral, a następnie w Collège Frédéric Hartmann w Münster. W czasach szkolnych nauczył się dialektu alzackiego i zaczął występować w konkursach muzycznych, grając na gitarze.
W młodości występował w zespole punkrockowym. Z czasem zafascynowany muzyką dawną Arbogast zaczął śpiewać pieśni średniowieczne, z akompaniamentem tradycyjnych instrumentów, w tym irlandzkiej odmiany buzuki oraz lutni. Kluczowymi inspiracjami dla jego twórczości były hiszpańskie Cantigas de Santa María, pieśni niemieckiego poety Waltera von Vogelweide, utwory Hildegardy z Bingen oraz pieśni francuskiego kompozytora Guillaume de Machaut.
Od 1996 występował na ulicach francuskich miast, głównie w pobliżu starych katedr, a także na festiwalach muzyki średniowiecznej, W 2003 wydał swój pierwszy album Fjall d'yr Vinur. Profesjonalną karierę muzyczną rozpoczął w 2011, występując wspólnie z Mélindą Bressan, Aliochą Regnardem, Jeanem Louisem Renou i Sarah Picaud.
Mieszka w Souvigny, wraz żoną Melanie.

## The Voice, la plus belle voix
W 2013 Arbogast wziął udział w drugiej edycji francuskiej wersji programu The Voice. W pierwszym swoim występie zaśpiewał "Canción sefaradí". Cała czwórka jurorów odwróciła swoje krzesła, Arbogast wybrał na swoją mentorkę Jenifer Bartoli. W drugiej rundzie programu pokonał Thomasa Vaccari, wykonując z nim utwór "Mad World" z repertuaru Tears for Fears. Odpadł w pierwszej rundzie live. Po zakończeniu programu podpisał kontrakt płytowy z wytwórnią Mercury Records.

## Dyskografia
- 2003 : Fjall d'yr Vinur
- 2004 : Domus
- 2007 : Hortus Dei
- 2009 : Aux Portes de Sananda
- 2012 : Canticum in Terra
- 2013 : Odysseus (Universal Music Division Mercury Records)
- 2014 : Oreflam (Universal Music Division Mercury Records)
- 2016 : Metamorphosis (Universal Music Division Mercury Records)